# Egy sima, egy fordított (album)
Az Egy sima egy fordított című lemez Oláh Ibolya első önálló CD-je, a "pályakezdés minden erényével és hibájával".

## Az album dalai
1. Nem kell (Novák Péter)
2. Mi lesz velem (Presser Gábor, Dusán Sztevanovity)
3. Csak egy perc (Novák Péter)
4. Embertelen dal (Presser Gábor, Somló Tamás, Dusán Sztevanovity)
5. Most (Novák Péter)
6. A szerelemnek múlnia kell (Presser Gábor, Dusán Sztevanovity)
7. Papa, ha félsz  (Novák Péter)
8. Majd elfújja a szél (Presser Gábor)
9. Találjmárrám (Presser Gábor)
10. Ördögöd van (Novák Péter)
11. A lélek katonái (Oláh Ibolya, Novák Péter)
12. Jó estét, nyár, jó estét, szerelem (Presser Gábor, Dusán Sztevanovity)
13. Hazám (Máté Péter)

## Közreműködők
- Hangszerelés: Novák Péter, Cséri Zoltán; 6. Lázár Zsigmond 9., 12. Presser Gábor; +1. Cséri Zoltán

- A hangfelvételek és a Mastering a TOM-TOM stúdióban készültek 2004. VIII. 12. - IX. 20.